# Benkovac Fužinski
 Benkovac Fužinski  falu Horvátországban, Tengermellék-Hegyvidék megyében. Közigazgatásilag Fužinéhez tartozik.

## Fekvése
Fiume központjától 20 km-re keletre, községközpontjától  3 km-re nyugatra, az A6-os autópálya közelében fekszik.

## Története
A településnek 1857-ben 243, 1910-ben 214 lakosa volt. 1920-ig Modrus-Fiume vármegye Delnicei járásához tartozott. 2011-ben a falunak 33 lakosa volt.

## Lakosság
| Lakosság változása | Lakosság változása | Lakosság változása | Lakosság változása | Lakosság változása | Lakosság változása | Lakosság változása | Lakosság változása | Lakosság változása | Lakosság változása | Lakosság változása | Lakosság változása | Lakosság változása | Lakosság változása | Lakosság változása | Lakosság változása |
| ------------------ | ------------------ | ------------------ | ------------------ | ------------------ | ------------------ | ------------------ | ------------------ | ------------------ | ------------------ | ------------------ | ------------------ | ------------------ | ------------------ | ------------------ | ------------------ |
| 1857               | 1869               | 1880               | 1890               | 1900               | 1910               | 1921               | 1931               | 1948               | 1953               | 1961               | 1971               | 1981               | 1991               | 2001               | 2011               |
| 243                | 278                | 240                | 258                | 237                | 214                | 187                | 159                | 119                | 131                | 120                | 72                 | 62                 | 49                 | 44                 | 33                 |